# Sybra alternans
Sybra alternans là một loài bọ cánh cứng trong họ Cerambycidae.

## Hình ảnh

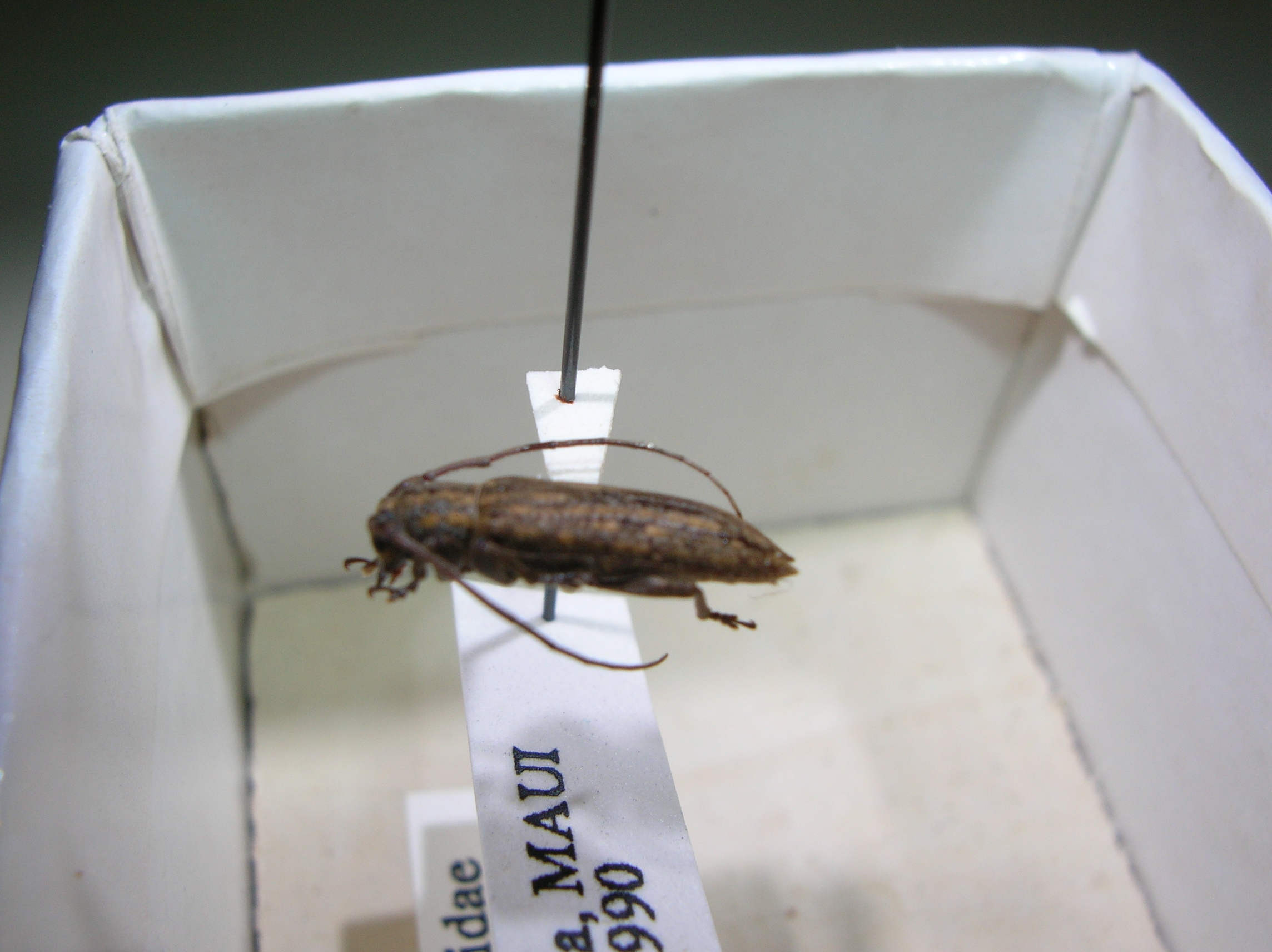
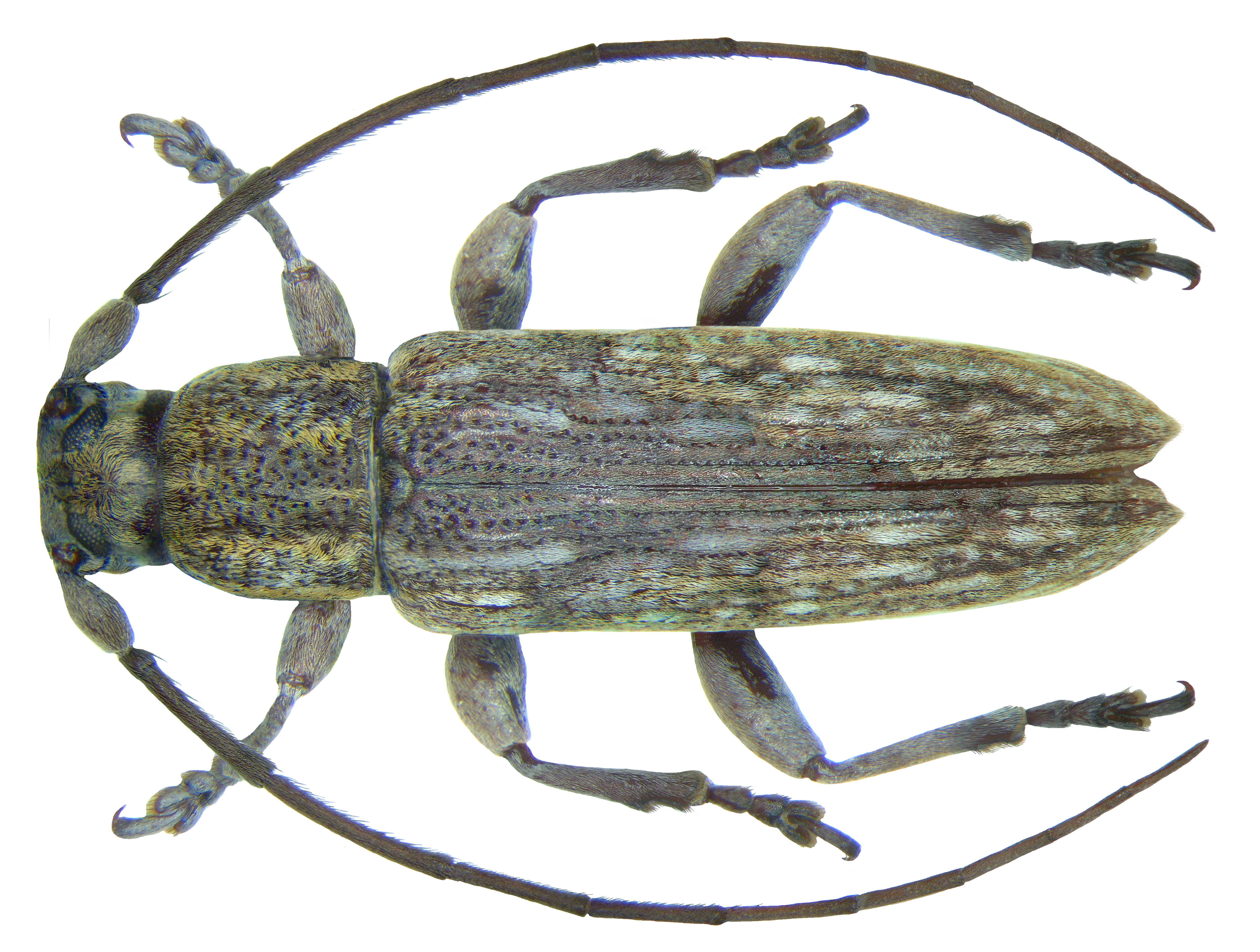
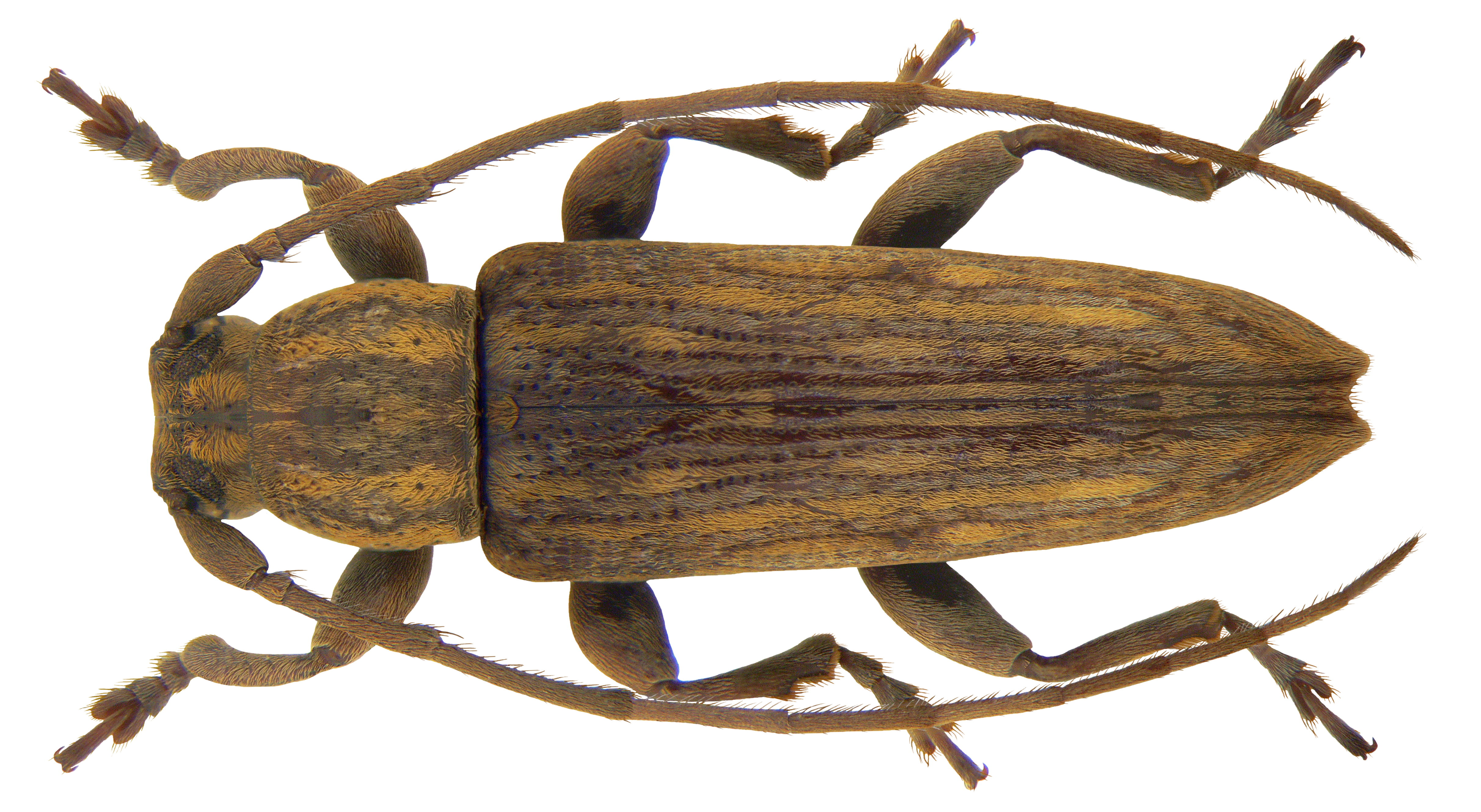